# Parlementsgebouw van de Duitstalige Gemeenschap

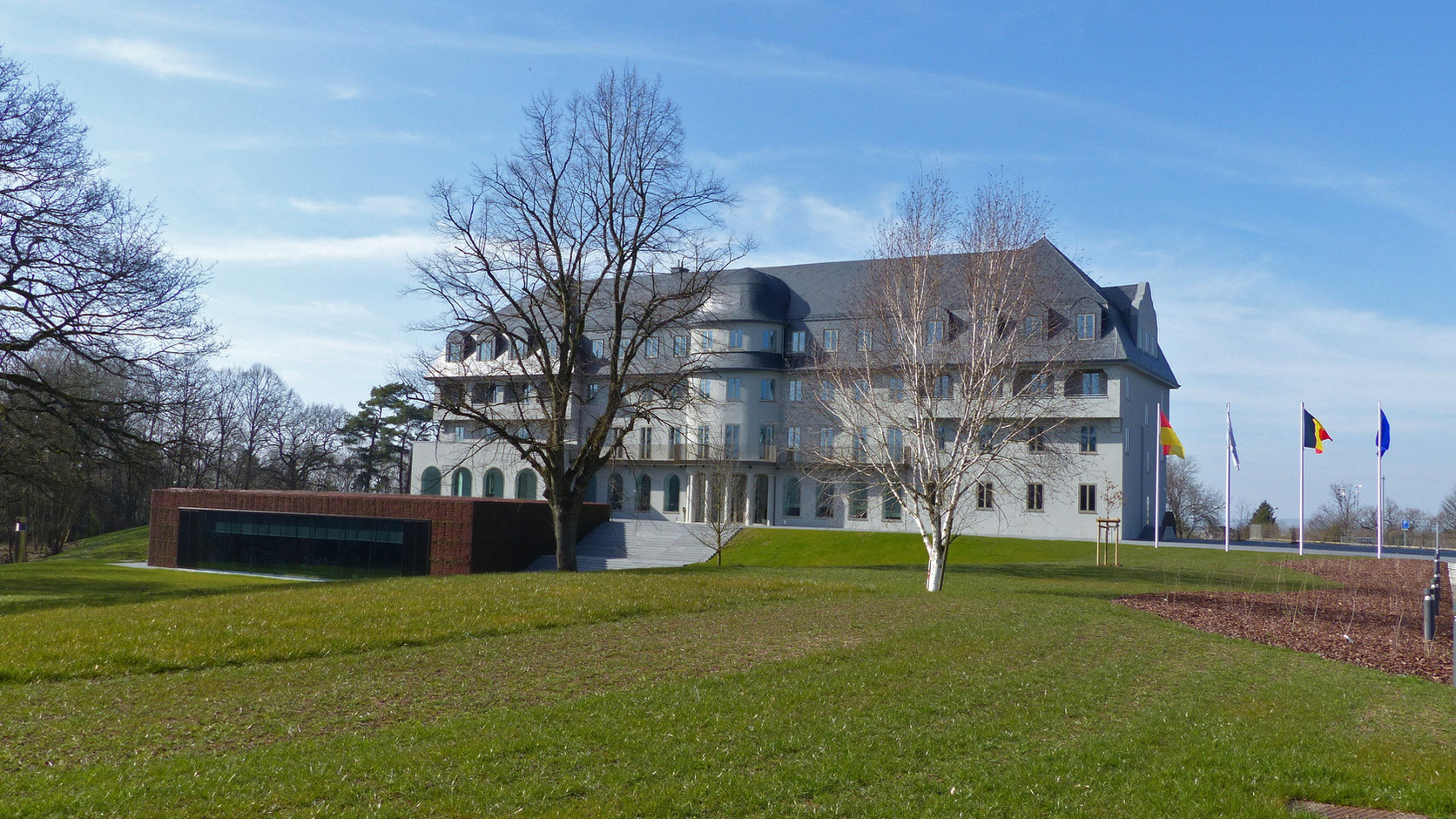
Parlementgebouw van de Duitstalige Gemeenschap

Het Parlementgebouw van de Duitstalige Gemeenschap, in de volksmond gekend als "Sanatorium", is sinds 2013 de zetel van het Parlement van de Duitstalige Gemeenschap in België. Het gebouw staat in een parklandschap in het zuidoosten van Eupen aan de Kehrweg en Platz des Parlaments in de Oberstadt aan de rand waar deze overgaat in de Unterstadt. Ten noordwesten staat de jeugdherberg van Eupen en ten noordoosten staat het Kehrwegstadion (thuisbasis KAS Eupen) en het gebouw van de Belgischer Rundfunk.
De regering zetelt in het Haus Grand Ry in het centrum van Eupen.

## Geschiedenis

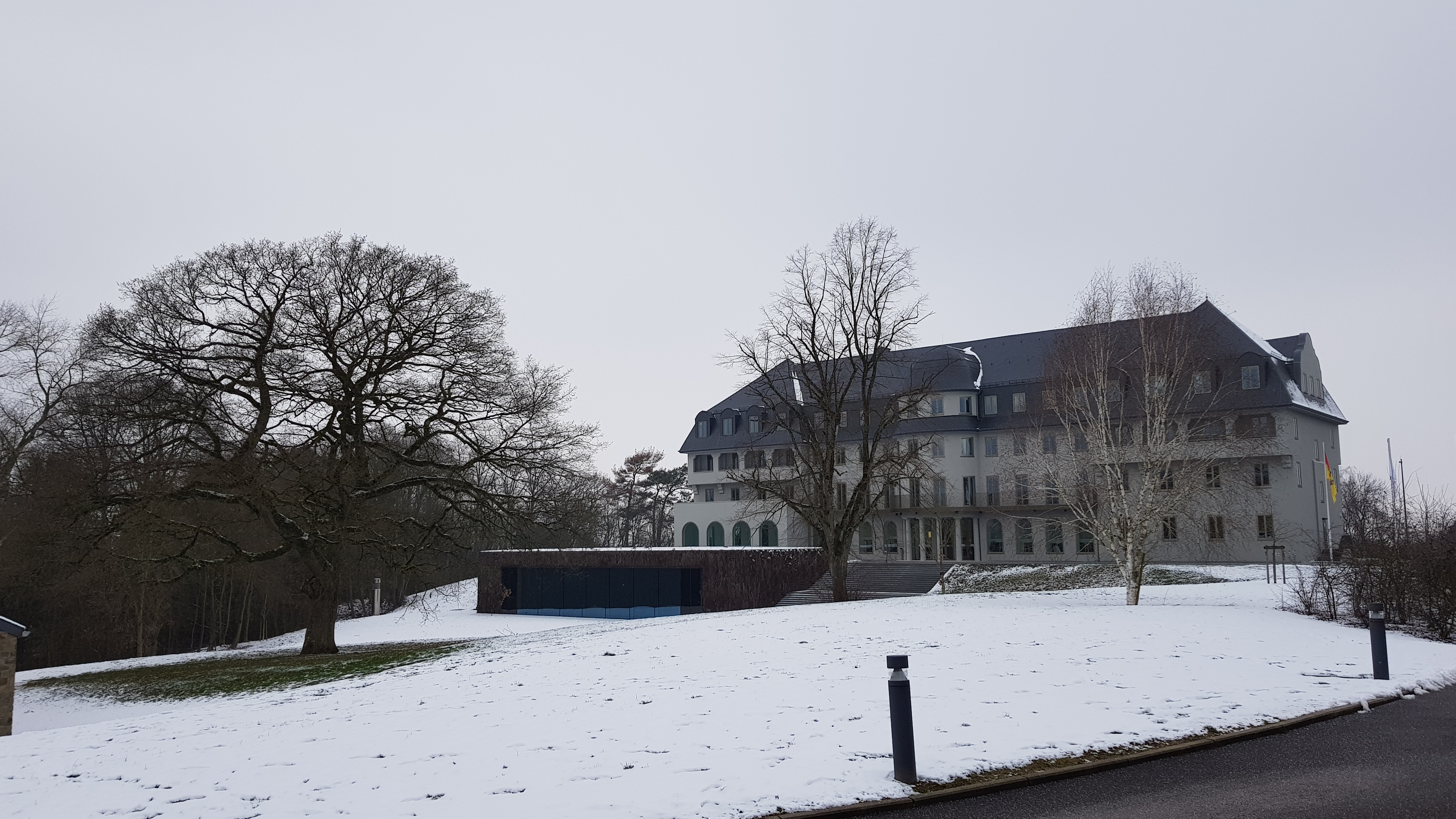
Het gebouw in de sneeuw

In 1906 werd het gebouw gebouwd als sanatorium.
In de jaren 1960 en 1970 werd het sanatoriumgebouw verbouwd waarbij een aantal originele elementen uit het gebouw verdwenen. Vanaf 1965 koopt de Belgische overheid het gebouw om er de school Staatlich-Technische Institut in te vestigen. De school verhuist na een periode van chronisch gebrek aan ruimte naar een nieuw gebouw aan de Vervierser Straße in Eupen.
In 1973 kocht de Belgische Staat het gebouw aan de Kaperberg 8 en bracht daar de Rat der deutschen Kulturgemeinschaft in onder, het latere Parlement van de Duitstalige Gemeenschap.
In 1984 kreeg de Duitstalige Gemeenschap haar eigen parlement met wetgevende macht.
Op 22 oktober 1991 vaardigde de Belgische Staat een koninklijk besluit uit waarin de Staat het eigenaarschap van het gebouw overdraagt aan de Duitstalige Gemeenschap.
Tot het einde van het schooljaar 2006-2007 blijft het gebouw in gebruik als bijgebouw van het Staatlich-Technische Institut.
In het najaar van 2008 werd er een architectuurwedstrijd georganiseerd om het sanatoriumgebouw te verbouwen en uit te breiden om daar het parlement te kunnen huisvesten. De wedstrijd werd gewonnen door Atelier Kempe Thill. Bij de renovatie van het sanatoriumgebouw werd het originele uiterlijk weer hersteld.
In oktober 2013 werd het gebouw opgeleverd en op 8 oktober begon de verhuizing van het parlement van de Kaperberg 8 naar het gebouw aan de Kehrweg. Het gebouw kostte 17,51 miljoen euro, 860.000 euro meer dan begroot.
Op 18 oktober 2013 werd het parlementsgebouw ingehuldigd.

## Gebouw
Het parlementsgebouw bestaat uit twee delen, enerzijds het monumentale sanatoriumgebouw dat in gebruik genomen is als kantoorgebouw van het parlement en anderzijds de aangebouwde nieuwbouw waar de vergaderingen van het parlement gehouden worden. De nieuwbouw is aan de zuidzijde verdiept op kelderniveau tegen het voormalige sanatoriumgebouw aangebouwd waardoor vrij zicht op het oorspronkelijke gebouw behouden is.